# Tatra T4
Татра Т4 — трамвайный вагон, серийно выпускавшийся предприятием «ЧКД». Вагон представляет модификацию вагона Татра Т3 с узким кузовом. Вагоны данного типа, эксплуатировавшиеся в ГДР, СССР, Румынии и бывшей Югославии, известны под марками T4D, T4SU, T4R и T4YU соответственно. Оригинальная модификация вагона разработана в 1958 году, и выпускалась как в оригинальном виде, так и в модернизированных вариантах.

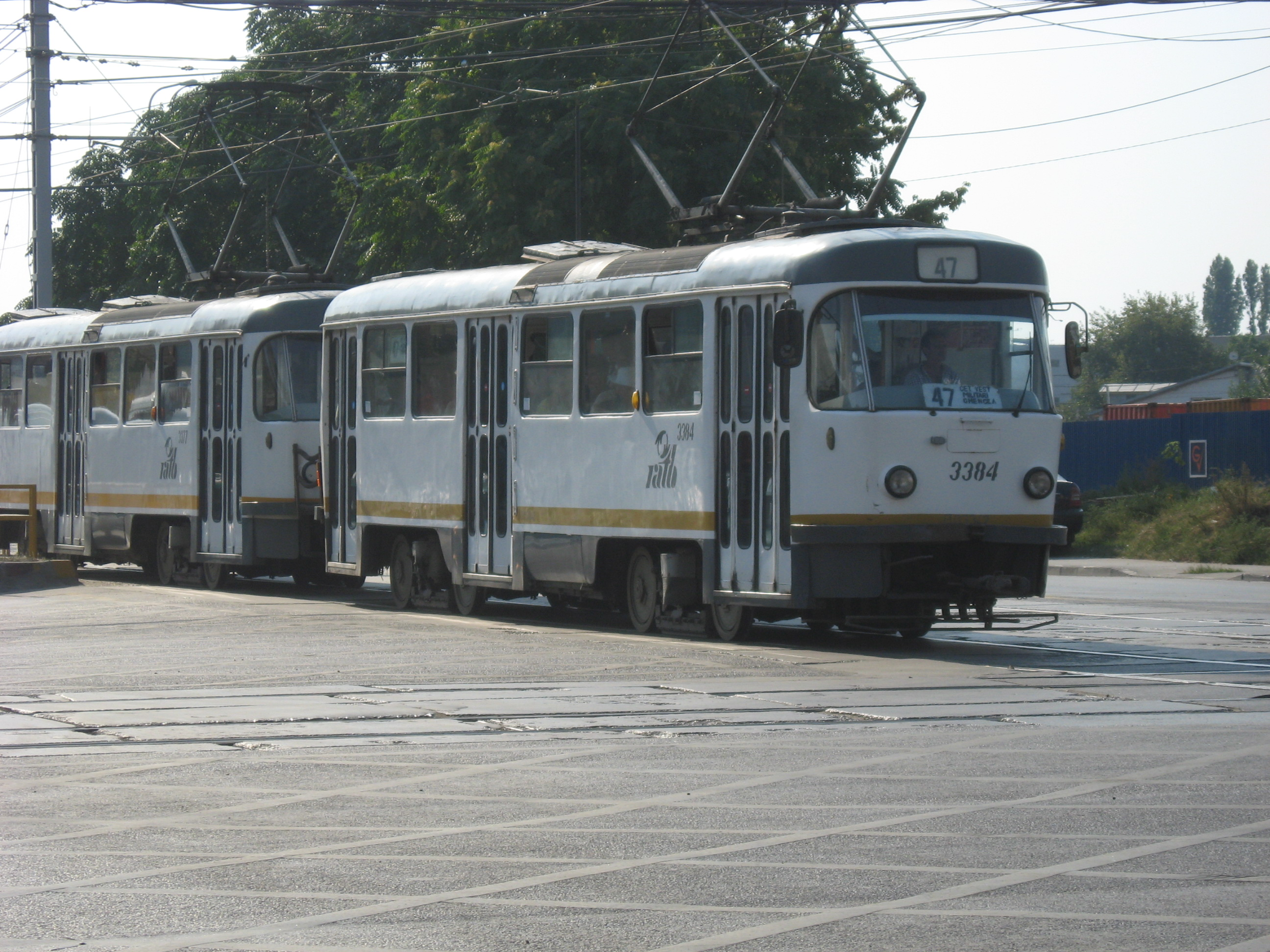
Tatra T4R в Бухаресте

## Типы

### T4D

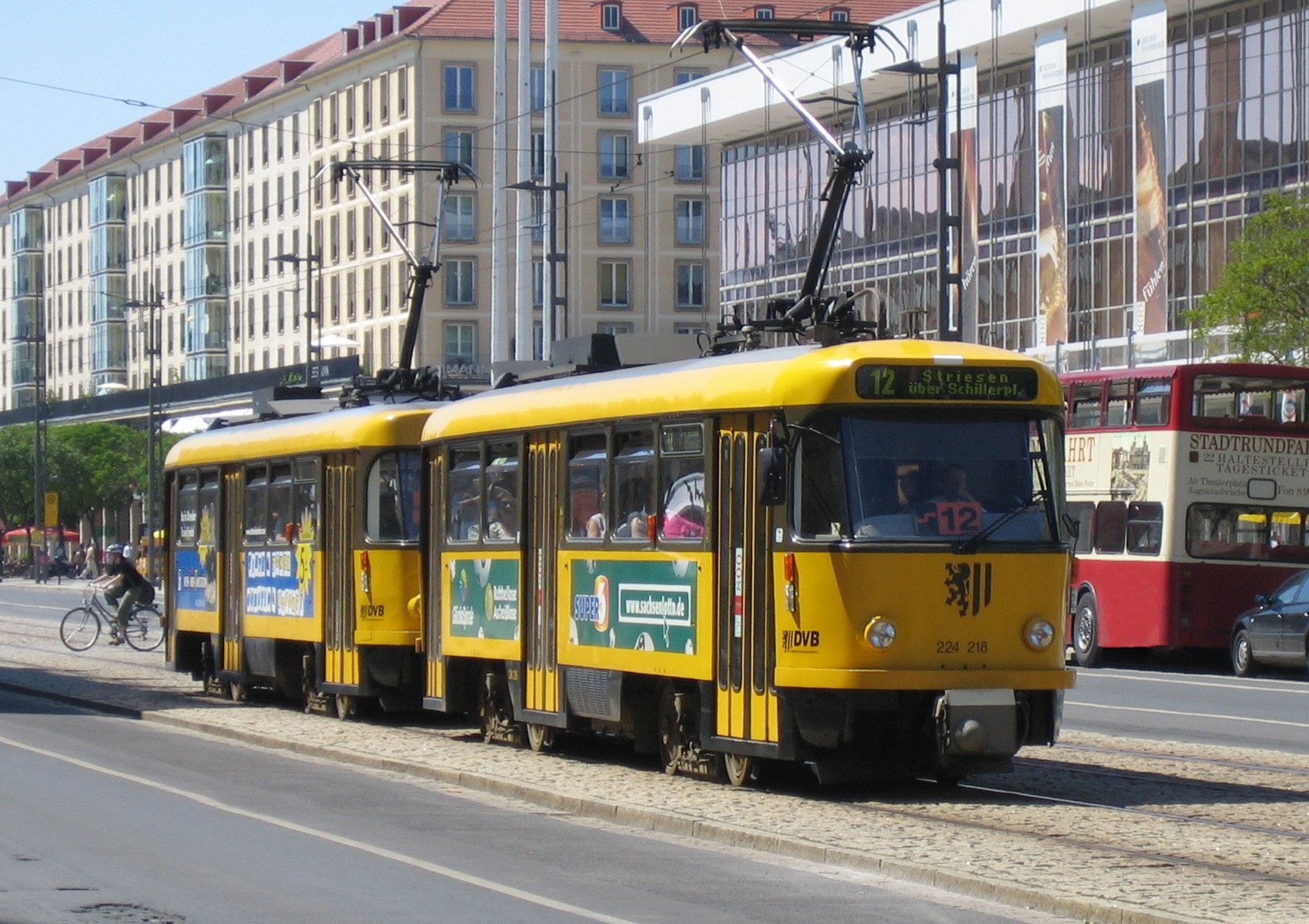
T4D в Дрездене

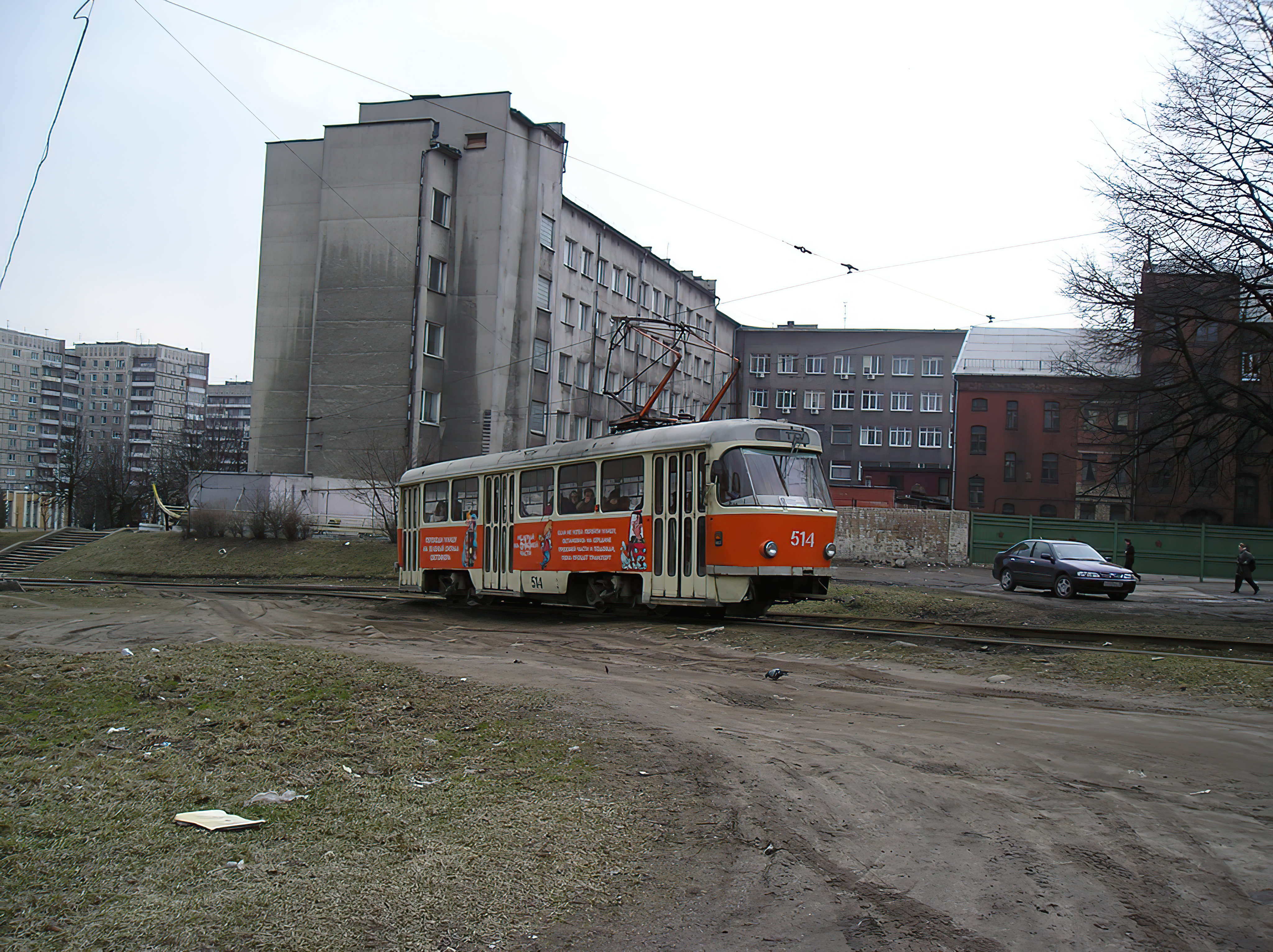
T4D в Калининграде

В Германии вагоны этого типа работали на улицах четырёх городов: Дрездена, Халле, Лейпцига и Магдебурга. Вагон вмещает 26 мест для сидения и 88 для стояния. Между 1968 и 1986 годами было введено в эксплуатацию 1 766 вагонов. Трамвайные парки этих городов были укомплектованы прицепной модификацией вагона, получившей марку B4D, которые вместо кабины водителя были оборудованы двумя дополнительными сидячими местами. Прицепных вагонов было выпущено 789 штук. В 1996-м году часть вагонов из Дрездена была отправлена в Ростов-на-Дону. В настоящее время эти вагоны снимаются с линий в Дрездене, часть разрезаются на металлолом, а часть продаются. Некоторое количество этих вагонов были закуплены Казахстаном для Алма-Атинского трамвая. В России эти вагоны закупила администрация Алтайского края для нужд Бийска и Барнаула, а также эти вагоны эксплуатировались с 1995 по 2002 годы в Воронеже в количестве 15 штук. Бывшие в употреблении вагоны из Дрездена и Магдебурга с переделанными тележками используются ныне в Днепре. Также используются в Пхеньяне.

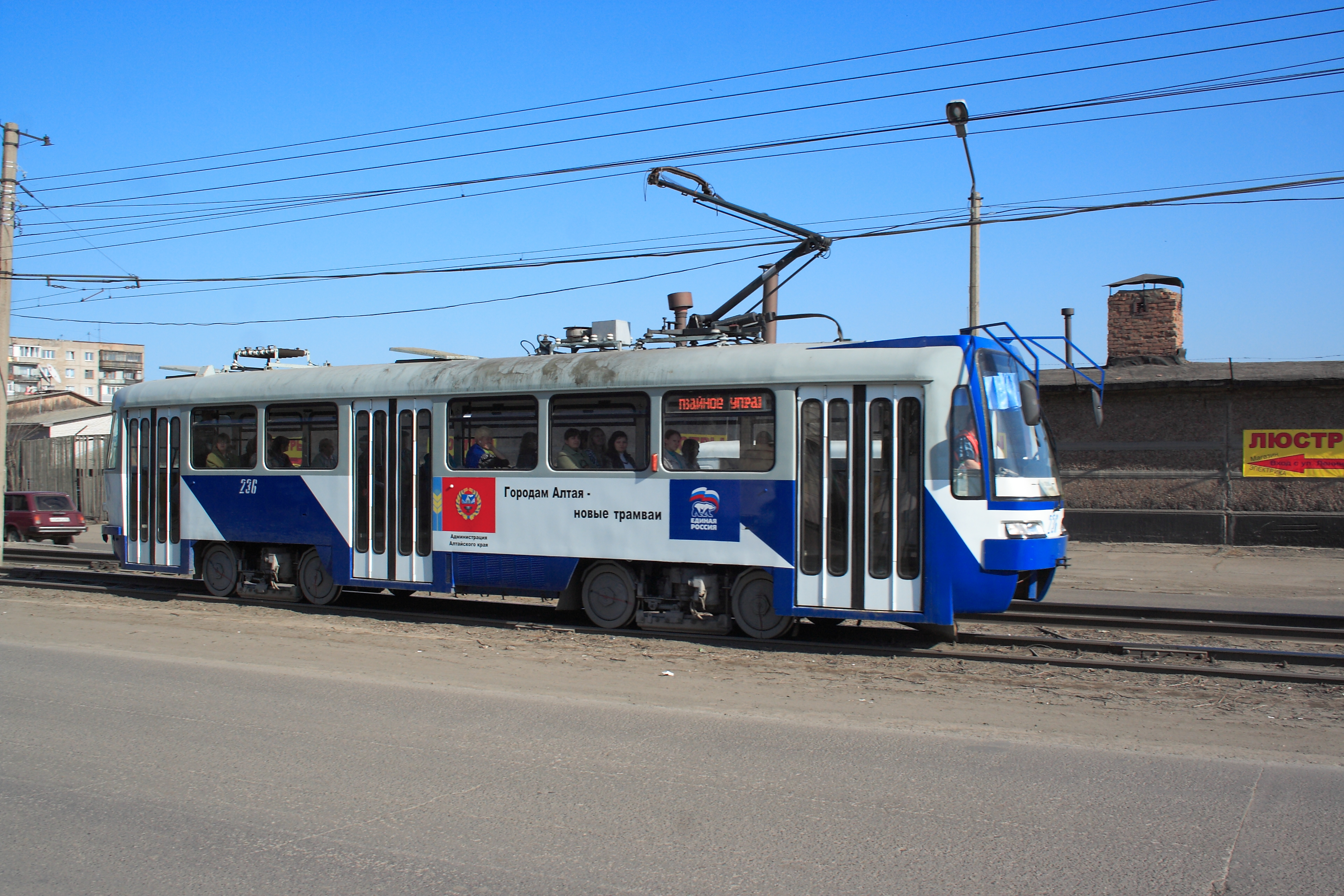
Татра T4D в Бийске

### T4SU

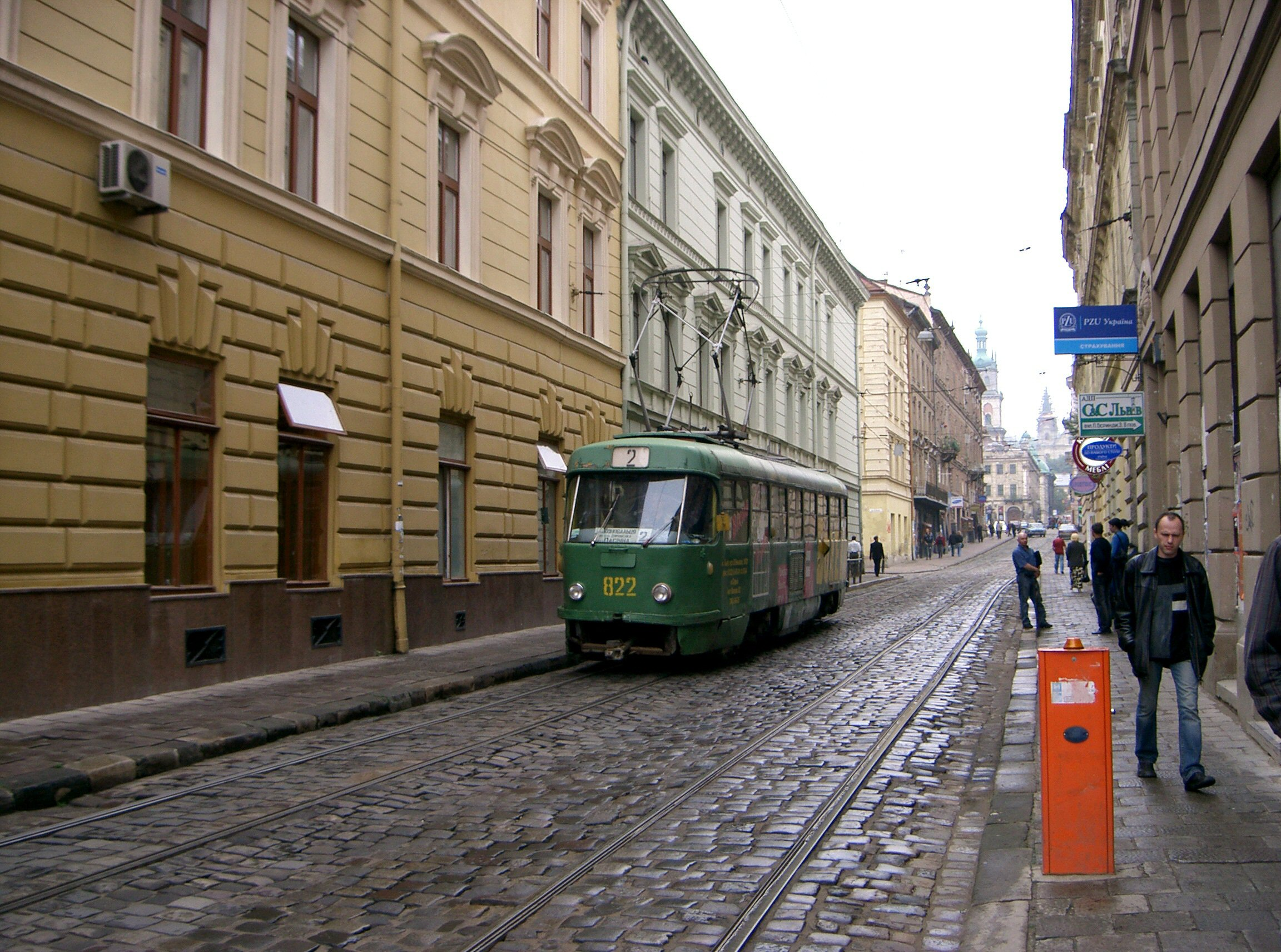
T4SU во Львове

В Советском Союзе вагоны эксплуатировались в сетях, максимальная ширина вагонов на которых была ограничена 2,20 м. Вагоны T-4 были проданы в Советский Союз под маркой T4SU. От оригинальных вагонов они отличались закрытой кабиной водителя. Прицепные вагоны в Советский Союз не поставлялись.

### T4R
Вагоны, поставлявшиеся в Румынию, технически были неотличимы от поставлявшихся в Советский Союз. Обладая меньшей шириной кузова, эти вагоны на многих румынских трамвайных сетях были более востребованы, чем вагоны Татра Т3. Но из-за отсутствия запасных частей во всех городах, кроме Бухареста, вагоны данного типа были выведены из эксплуатации.
В 1998 году в Бухаресте были предприняты попытки создать сочленённый 6-дверный вагон из двух вагонов Т4. Новый вагон должен был получить название «Bucur», но из-за недостаточного финансирования проект продвигался медленно, общее число произведённых вагонов составило 26 единиц , однако, первоначально предполагалось модернизировать все 130 имеющихся вагонов T4.

### T4YU

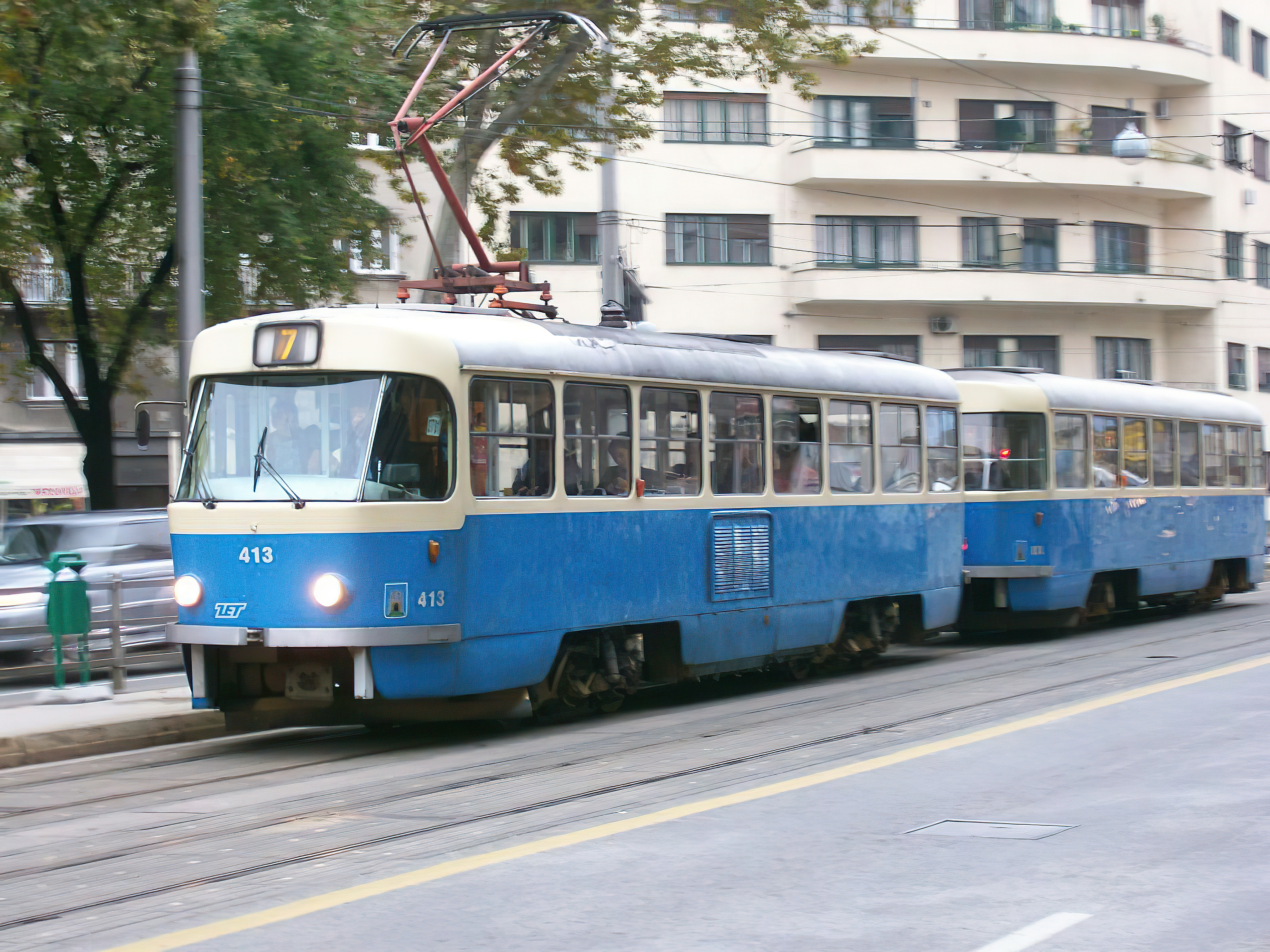
T4YU в Загребе

Поставки вагонов в Югославию начались в 1967 году. Впервые эксплуатация двух оригинальных вагонов T4 была начата в Белграде, но вскоре один из вагонов был отправлен обратно на завод для разборки, а второй вагон был переделан в прицепной, и отправлен в Халле. Примерно в 1972 году двенадцать вагонов, уже с советским оборудованием, вновь были отправлены в Белград, где и проработали вплоть до 1990-х годов. Загреб приобрёл для своей трамвайной системы 95 вагонов в период с 1977 по 1983 годы, многие из которых эксплуатируются и по сей день. Эти вагоны по электрическому оборудованию более похожи на германский вариант.

## Эксплуатирующие города

### Украина
| Город | Тип    | Годы выпуска | Количество вагонов | Инвентарные номера                                                         | Примечания                   |
| ----- | ------ | ------------ | ------------------ | -------------------------------------------------------------------------- | ---------------------------- |
| Днепр | T4D-MT | 1974—1979    | 29                 | 1425-1433, 1435, 1437, 1439-1449, 1451, 1453, 1455, 1457, 1459, 1461, 1462 | До 2011 года были в Дрездене |

### Россия
| Город       | Тип  | Годы выпуска | Количество вагонов           | Инвентарные номера        | Примечания                                                         |
| ----------- | ---- | ------------ | ---------------------------- | ------------------------- | ------------------------------------------------------------------ |
| Калининград | T4D  | 1974—1979    | 2 ( ещё 28 вагонов списано ) | 505, 525                  | До 1998 года были в Галле                                          |
| Пятигорск   | T4D  | 1978—1984    | 18                           | 11—27; 101, 102, 104, 106 | До 2004 года были в Галле                                          |
| Владикавказ | TB4D | 1988         | 28                           |                           |                                                                    |
| Бийск       | TB4D | 1977—1979    | 4                            | 236, 238, 245, 247        | До 2011 года были в Дрездене. В 2011 году проходили КВР в Барнауле |
| Барнаул     | TB4D | 1977—1979    | 4                            | 1084, 1296, 1297, 3060    | До 2011 года были в Дрездене. В 2011 году проходили КВР в Барнауле |
| Воронеж     | T4D  | 1968—1972    | 13 ( все 24 вагоны списаны ) | 187-200                   | До 1995 года были в Лейпциге                                       |